# Река између (књига)
Река између (енгл. The River between) је књига кенијског књижевника Нгуги ва Тионга (енгл. Ngugi wa Thiong'o), објављена 1965. године. На српском језику књига је објављена 2018. године у издању Чаробне књиге из Београда, и преводу Владимира Д. Јанковића.

## О аутору
Нгуги ва Тионго је рођен 5. јануара 1938. године недалеко од Најробија као Џејмс Тионго Нгуги. У Уганди је започео студије које је потом завршио у Енглеској. Први роман Не плачи дете објавио је 1964. године. Уследили су даље наслови Пшенично зрно, Крваве латице, Распети ђаво, и други. Писање је започео на енглеском језику, али је од седамдесетих година из политичких и личних разлога почео да пише искључиво на матерњем језику. Пише романе, драме, приповетке, књиге за децу, есеје, академске студије.

## О књизи
Књига Река између описује живот на гребенима Макују и Камено у Кенији у раним данима насељавања белаца, где је народ суочен са доласком нове религије и нових обичаја, растрзан између оних који се плаше непознатог и оних који виде даље од тога. У сред ове разједињености стоји Ваијаки, посвећени визионар рођен у низу пророка.
Река између је прича о тренутку сусрета између старог и новог. Аутор је тај сусрет представио онако како је он заиста изгледао.
Нгуги ва Тионго у књизи диже глас против окупатора, белог човека који је дошао да покори његов народ. У исто време он и диже глас против свог народа, или дела тог народа, који мисли да ће учаурењем у пређашњи живот и одбацивањем свега новог што нам прогрес доноси сачувати своју посебност. Кроз ни мало лаку судбину главног јунака аутор покушава да предочи неку врсту средњег пута, оног прогреса који нам доноси само добро.

## Радња
Радња књиге се дешава средином деветнаестог века у Африци. У долини велике реке живи племе Кикују чији је живот вековима остао непромењен, али долазак туђинаца ће то променити. Део припадника племена прима хришћанство, и у исто време одбацује све дотадашње обичаје, док се други припадници племена тврдоглаво држе старог начина живота и у таквим околностима сукоб је неминован. Једини који покушава да те сукобе изглади је млади Ваијаки, и то преко отварања школа. Његова идеја је да од белаца научи све што је што добро и да то пренесе племену кроз образовање младих, али и да сачува племенску посебност.
Још као млад дечкић Ваијаки се издвојио као необична појава у свом селу кад су људи препознали његове посебне особине и способности. Ваијаки живи у свету подела и надметања: његово село у сталном је супарништву са суседним селом, од којег га дели река. Ваијаки је опседнит идејом да обезбеди школовање свој деци из оба села. Убрзо је постатао толико заокупљен тим циљем да је занемарио друге потребе заједнице у којој живи, па тако и настојање да се врати власништво над земљом коју су приграбили колонизатори. У исто време, сељани кују заверу и стварају тајну организацију познату под називом Кјама, чији ће главни циљ да се очува чистота племенског идентитета. Ваијаки је у свом настојању да обезбеди школовање за све стекао непријатеље и противнике. 